# Fonduk
Fonduk war die Bezeichnung für eine türkische Goldmünze des 18. Jahrhunderts und bedeutete Vollmünze. Es gab auch die Halb- und Viertelmünze – als Funduk bzw. Fundukli bezeichnet. Ein Funduk entsprach etwa einer venezianischen Zechine.
Nominalreihe:
1 Fonduk (Gold) = 5 G(u)rusch bzw. Kuruş oder Piaster (Silber)
1 G(u)rusch = 40 Para (Silber, später Billon / Kupfer)
1 Para = 3 Asper
1 Asper = 4 Menkie, auch Gieduki
Ein Maria-Theresientaler um 1780 entsprach etwa 102 Para oder 1/2 Fonduk. Nur die Fonduk- und Gurusch-Münzen waren Kurantmünzen, ab Para alles Scheidemünzen.